# Gnomidolon hamatum
Gnomidolon hamatum es una especie de escarabajo longicornio del género Gnomidolon, categorizada en la tribu Hexoplonini, de la subfamilia Cerambycinae. Fue descrita por Linsley en 1935.

## Descripción
Mide 12,6-14,5 mm de longitud.

## Distribución
Se distribuye por Colombia, Costa Rica y Panamá.